# Bâtiment du PRIZAD
Le bâtiment du PRIZAD (en serbe cyrillique : Зграда ПРИЗАД-а ; en serbe latin : Zgrada PRIZAD-a) est situé à Belgrade, la capitale de la Serbie, dans la municipalité urbaine de Stari grad. Construit en 1937, il est inscrit sur la liste des biens culturels de la Ville de Belgrade.

## Présentation
Le bâtiment administratif du PRIZAD (PRivilegovano IZvozno Akcionarsko Društvo), situé 2 Obilićev venac, a été construit à la suite d'un concours en 1937. L'architecte Bogdan Nestorović, influencé par le mouvement moderne, a remporté le prix.
La composition des façades est fondée sur un rythme dynamique accentué par des pilastres et des ouvertures régulièrement disposées. La relation entre la forme globale du bâtiment et l'absence de décoration est caractéristique de l'architecture des années 1940.
Depuis les années 1960, l'immeuble est le siège de l'agence de presse Tanjug (Telegrafska agencija nove Jugoslavije).

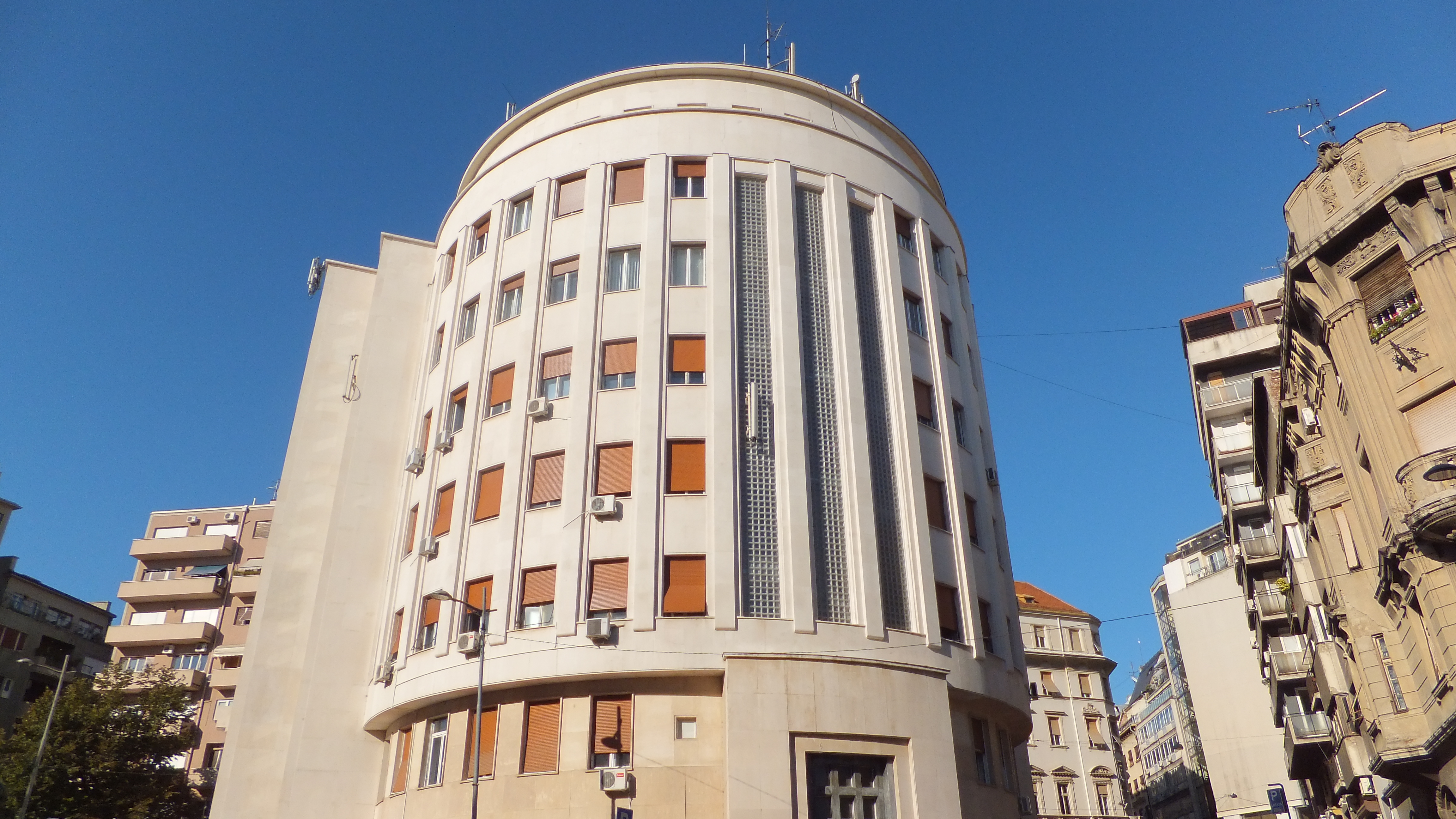
L'arrière du bâtiment